# اسمایل (شبکه تلویزیونی)
اسمایل (شبکه تلویزیونی) (انگلیسی: SmileTV) کانالی بریتانیایی است که 
در تلویزیون دیجیتال زمینی در ۲۹ آوریل ۲۰۰۶ شروع به پخش محتوا کرد.